# Boss DS-1

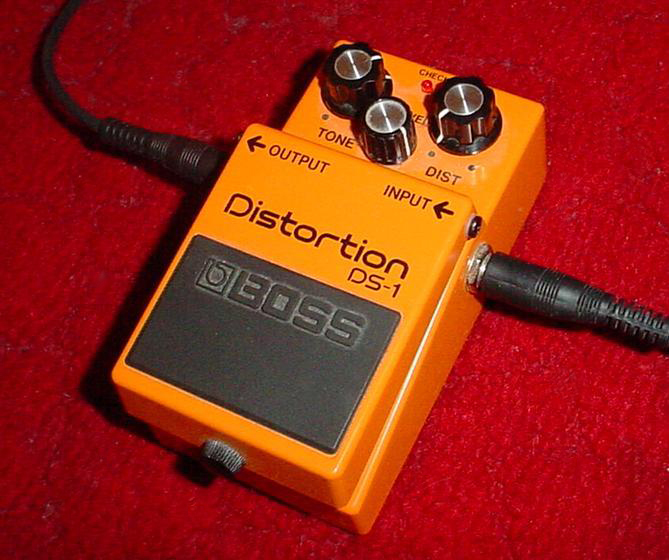
Педаль дисторшна Boss DS-1

Boss DS-1 — это педаль эффекта «дисторшн» для гитары, выпускаемая Roland Corporation под торговой маркой Boss с 1978 года. Первый блок эффектов дисторшн, сделанный Boss, стал классической педалью, используемой многими известными гитаристами.
На волне успеха была выпущена следующая модель педали Boss — DS-2. DS-2, также известная как «Turbo Distortion», вышла в 1987 году и была очень похож на DS-1, за исключением добавленной настройки «Turbo», которая производит более резкий звук в среднечастотном диапазоне. Boss выпустил ограниченную серию педали в чёрном цвете к 40-летию модели DS-1 в 2017 году.

## Известные гитаристы, использовавшие Boss DS-1
- Курт Кобейн[5]
- Джо Сатриани[2]
- Майк Стерн[6]
- Стив Вай
- Стив Ротери[2]
- Гленн Фрай
- Даг Олдрич
- Джош Клингхоффер
- Ким Дил
- Чак Шульдинер
- Джон Фрушанте
- Лука Боб Готти
- Джордж Линч